# Special Olympics World Summer Games 2023

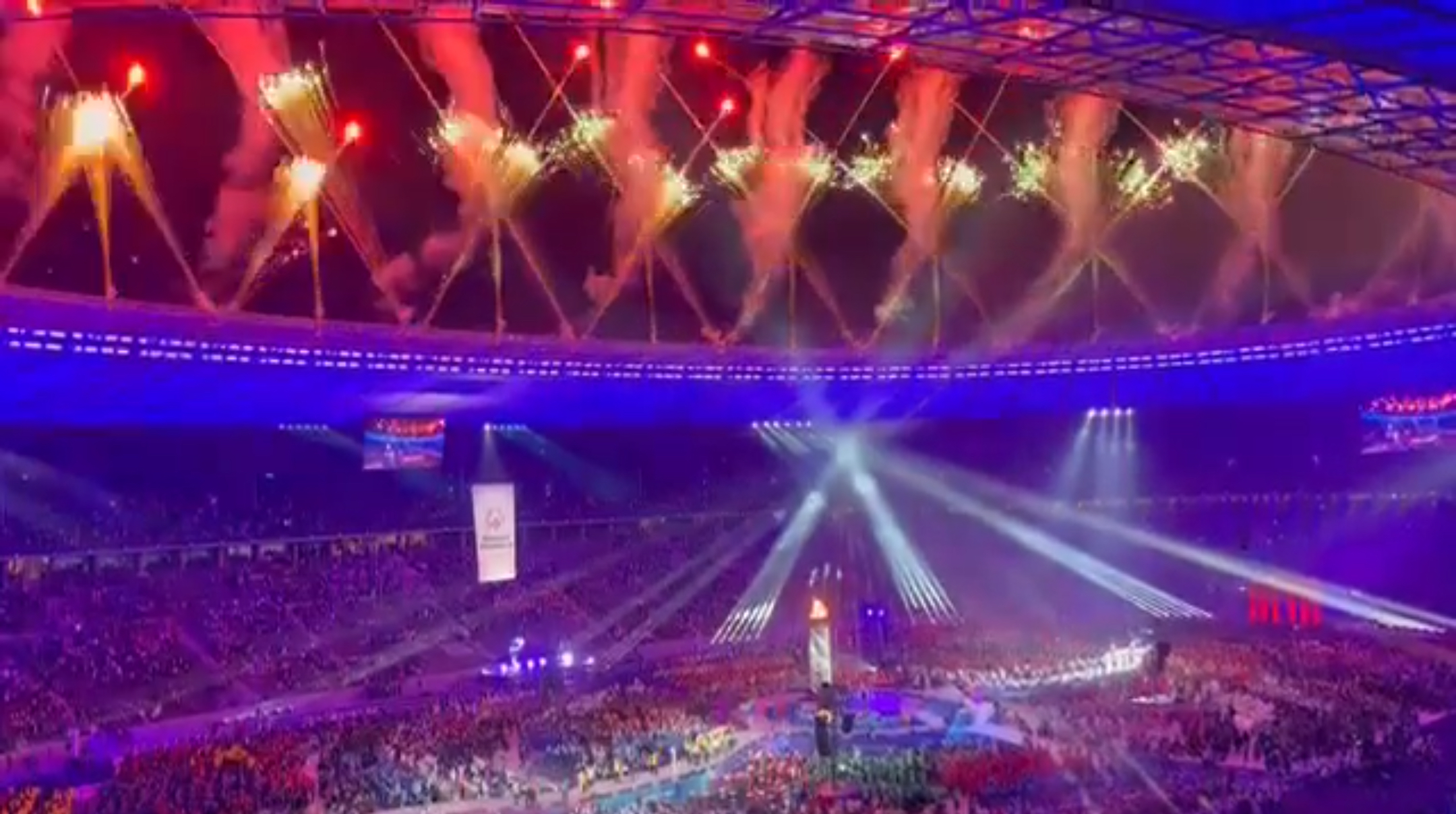
Eröffnungsfeier im Olympiastadion Berlin (17. Juni 2023)

Die Special Olympics World Summer Games 2023 waren die 16. internationalen Sommerspiele der Special Olympics. Sie fanden vom 17. bis 25. Juni 2023 in Berlin statt und waren das erste internationale Special-Olympics-Turnier auf deutschem Boden. Zugleich waren die Spiele das nach der Zahl der Teilnehmenden größte internationale Sportereignis in Deutschland seit den Olympischen Sommerspielen von 1972 in München.

## Vergabe
Berlin erhielt am 13. November 2018 den Zuschlag, die Weltspiele 2023 auszurichten. In einer einstimmigen Entscheidung wurde die Stadt vom Weltverband Special Olympics International ausgewählt. Als Begründung wurden die überzeugende und klare Vorstellung von Special Olympics Deutschland (SOD), die Betonung der Nachhaltigkeit sowie die Vorteile der bestehenden Infrastruktur, Veranstaltungsstätten und Partnerschaften angeführt.
Michael Müller, damals Berlins Regierender Bürgermeister, begrüßte die Vergabe:

„Die Ziele und Ideale von Special Olympics, eine Gesellschaft geeint in Vielfalt zu erschaffen und voranzutreiben sowie allen Menschen ein selbstbestimmtes und freies Leben zu ermöglichen, decken sich mit denen unserer Stadt.“

## Durchführung
Im Jahr 2022 fanden ebenfalls in Berlin die Nationalen Spiele der Special Olympics Deutschland statt. Dabei wurden einige Veranstaltungsstätten sowie grundsätzliche Abläufe und Veranstaltungsrichtlinien getestet. Neben den deutschen nahm dafür eine Delegation von 400 internationalen Sportlern an den sogenannten „Pre-Games Berlin 2022“ teil.
Die Weltspiele 2023 wurden von der Special Olympics World Games Berlin 2023 Organizing Committee gGmbH veranstaltet. Die Veranstaltungsleitung organisierte die Durchführung von 26 Sportarten in 14 Sportstätten. Mit einem Frauenanteil von 48 Prozent gingen in Berlin etwa 6500 Athleten mit geistiger oder mehrfacher Einschränkung an den Start, dazu in 16 Sportarten auch etwa 500 Menschen ohne Beeinträchtigung. In Unified Teams kamen die beiden Gruppen zusammen. Übersetzungen in Leichte Sprache wurden von 71 Übersetzern geleistet. Einen logistischen Aufwand stellten neben den Teilnehmenden auch die etwa 3000 Coaches und Betreuer, 1100 Schiedsrichter sowie 9000 Familienmitglieder dar. Es wurden 100.000 Tickets für die Wettbewerbe verkauft. An den neun Wettbewerbstagen kamen über 330.000 Zuschauer. Die internationalen Spiele waren laut dpa das nach der Zahl der Teilnehmenden größte Sportereignis in Deutschland seit den Olympischen Sommerspielen 1972 in München.

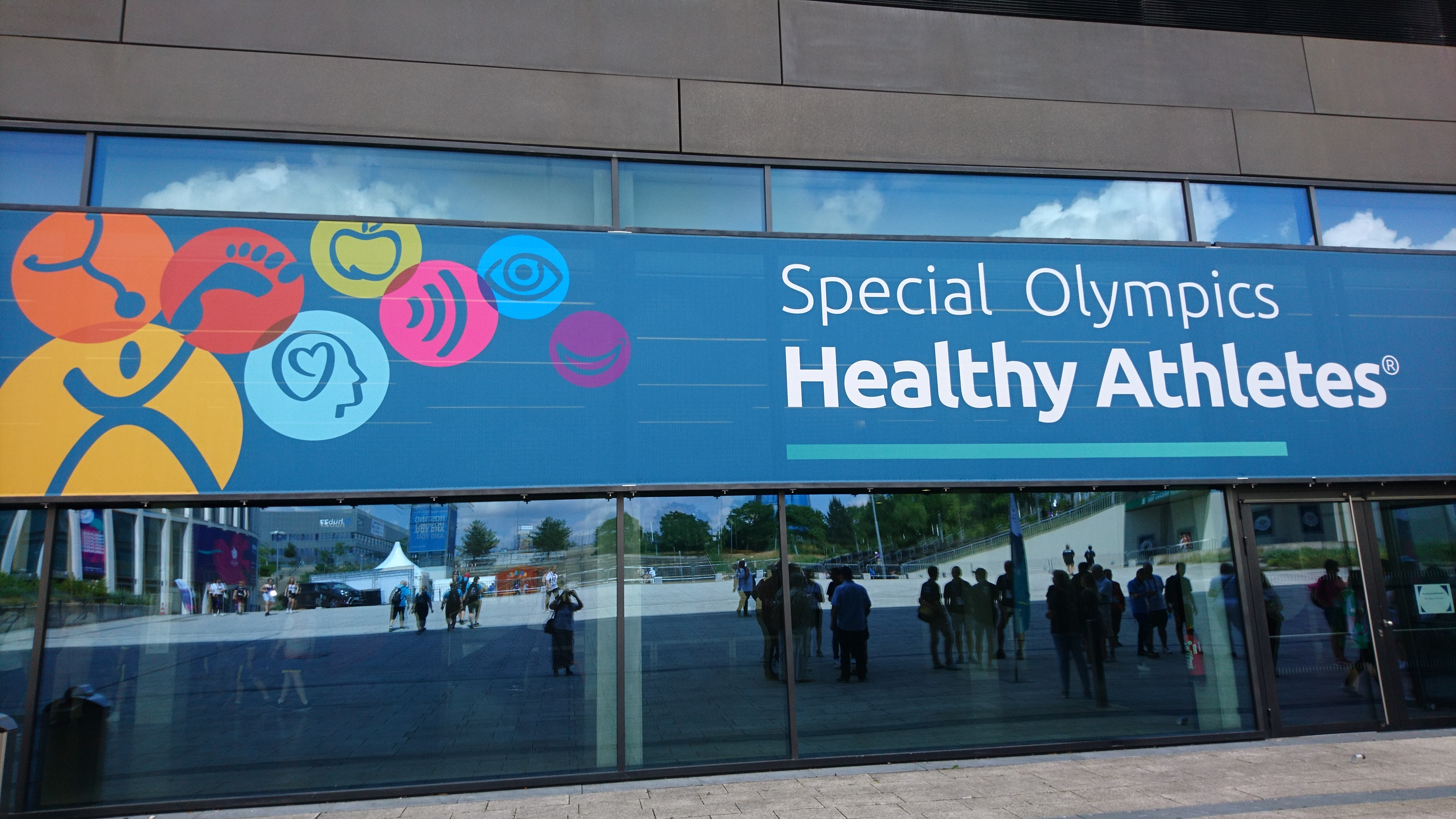
Gesundheitsprogramm Healthy Athletes, Messegelände Berlin

Das die Veranstaltung begleitende Gesundheitsprogramm Healthy Athletes, bei dem die Athleten von Gesundheitsexperten kostenlose medizinische Untersuchungen und Beratungen erhielten, dient dazu, die medizinische Grundversorgung von Menschen mit Beeinträchtigung zu verbessern. Dafür waren hundert Ärzte und siebzig Zahnärzte vor Ort. Sie alle arbeiteten ehrenamtlich. Healthy Athletes kooperierte unter anderem mit der Bundesärztekammer und war „ein niederschwelliges Angebot, um die Gesundheitskompetenz von Menschen mit geistiger Beeinträchtigung zu stärken“. An der Station Physiotherapie zum Beispiel werden Kraft, Ausdauer, Gleichgewicht und Beweglichkeit der Athleten getestet und diese auf spezielle Verletzungen untersucht. Healthy Athletes baute auf Leichter Sprache auf. Am Ende des zweiten Veranstaltungstages waren bereits 3000 Untersuchungen durchgeführt worden. Insgesamt waren es während der Spiele 15.000 Screenings. Alkohol wurde bei den Weltspielen nicht verkauft.
Neben den anerkannten Sportarten war Feldhockey als Demonstrationssportart Teil der Spiele. Im Dezember 2020 hatte sich auch Rudern (Special Olympics) als Demonstrationssportart gegen andere Bewerber durchgesetzt, wurde jedoch später aus dem Programm genommen.
Am 22. Juni fand die öffentliche Athletenparty am Brandenburger Tor mit Bundesinnenministerin Nancy Faeser als Gast statt, die geschlossene Veranstaltung in der Alten Münze.
Wegen starker Regenfälle am 23. Juni kam es zu Programmänderungen in den Sportarten Leichtathletik, Tennis, 3×3-Basketball, Hockey, Radsport und Segeln. Bundeskanzler Olaf Scholz besuchte deshalb nicht wie geplant die Leichtathletikwettbewerbe, sondern die Handballspiele.
Zur Abschlussfeier am 25. Juni 2023 am Brandenburger Tor kamen etwa 21.000 Menschen. Nach einem Rückblick auf die Spiele holten vier Volunteers stellvertretend für ihre Gruppe die Flagge vom Mast. Sie wurde an Sven Albrecht, den Vorsitzenden des Berliner Organisationskomitees und Bundesgeschäftsführer von Special Olympics Deutschland, Timothy Shriver, den Vorsitzenden von Special Olympics International (SOI) und die Special Olympics Deutschland Botschafterin Juliana Rößler an Alessandro Henry, den Athletenvertreter von SO Italien und den Turiner Bürgermeister Stefano Lo Russo weitergegeben. Der italienische Sportminister Andrea Abodi sprach eine Einladung für die nächsten Special Olympics World Winter Games in Turin 2025 aus. Mary Davis, Geschäftsführerin von Special Olympics International, und die älteste Athletin der Spiele, die US-Amerikanerin Loretta Claiborne, erklärten die Spiele für beendet. Die Flamme wurde gelöscht.

## Teilnehmende
Es reisten etwa 6500 Teilnehmende aus 176 Ländern an, die in 25 Sportarten und einer Demonstrationssportart miteinander antraten.
Das Team Special Olympics Deutschland bestand aus 411 Athleten sowie Unified Partnern in 25 Sportarten mit 128 Trainern und war damit das größte Team im Turnier. Es traten 59 Unified Partner (ohne Beeinträchtigung) aus fünfzehn Landesverbänden an. Die Sportarten mit der geringsten Zahl von Athleten waren Rhythmische Sportgymnastik (Special Olympics) mit vier und Turnen (Special Olympics) mit zwei Personen, die größten Sportarten waren Fußball (Special Olympics) mit der Kapitänin Nicola Brings und einer Teamstärke von 55, Basketball (Special Olympics) und Futsal (Special Olympics) mit je 40 und Handball mit 36. Aus den Special-Olympics-Landesverbänden Nordrhein-Westfalen und Baden-Württemberg kamen die größten regionalen Teams mit einer Personenstärke von 115 beziehungsweise 112.
48,5 Prozent der Teilnehmenden waren weiblich.

## Veranstaltungsstätten

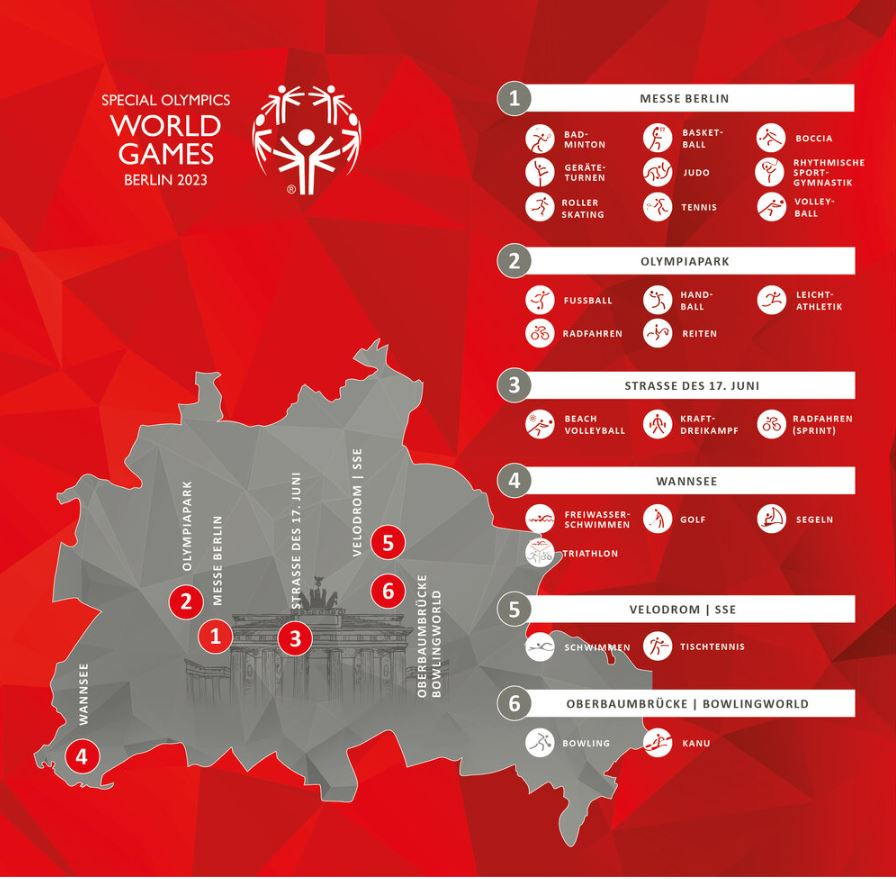
Sportstätten

Zentrale Orte waren das Berliner Messegelände sowie der Olympiapark. Als Veranstaltungsort für die Eröffnungsfeier wurde das Olympiastadion ausgewählt, für die Abschlussfeier der Bereich um das Brandenburger Tor. Die Zielsetzung war sowohl hervorragende Wettbewerbsstätten zu bieten als auch die Wettbewerbe in die Innenstadt zu bringen, um auch Touristen und all jene aufmerksam zu machen, die eher die Innenstadtbezirke frequentieren. Bestimmte Wettbewerbe fanden auf der Spree, der Straße des 17. Juni oder der Oberbaumbrücke statt.

## Organisation
Der Bundesverband Special Olympics Deutschland (SOD) gründete zur Vorbereitung ein Organisationskomitee in der Rechtsform der Gemeinnützigen GmbH. Auch der Weltverband Special Olympics International (SOI) brachte sich ein, ebenso begleitete wurde die Organisation durch das Weltspielekomitee der Special Olympics World, dem unter anderem Horst Seehofer, Hubertus Heil, Alfons Hörmann, Friedhelm Julius Beucher, Katharina Witt und Frank Busemann angehören. Nach einem Aufruf meldeten sich 20.000 Freiwillige, die für einen reibungslosen Ablauf sorgen sollten. Davon waren 18.000 aus 126 Ländern an den verschiedenen Veranstaltungsorten im Einsatz.
Bundespräsident Frank-Walter Steinmeier übernahm die Schirmherrschaft. Der ehemalige Basketballspieler Dirk Nowitzki war als Friend of the Games Botschafter für den Inklusionsgedanken.
Das Team Special Olympics Deutschland bestand aus 356 Athleten in 25 Sportarten sowie 128 Trainern und war damit das größte Team bei den Weltspielen. Außerdem traten 59 Unified-Partner (ohne Beeinträchtigung) aus fünfzehn Landesverbänden an. Begleitet wurden sie von 130 Trainern sowie weiteren Delegationsmitgliedern wie Ärzten und Fotografen. Damit stellte Deutschland das größte Team der Weltspiele.

### Klassifizierungsregeln
Die Athleten wurden, wie bei Special Olympics üblich, für die Wettbewerbe in möglichst leistungshomogene Gruppen von maximal acht Personen eingeteilt. Die Art der Beeinträchtigung spielte hierfür keine Rolle. Entscheidend waren die Werte aus den Klassifizierungsrunden, die in den ersten Tagen der Weltspiele stattfanden. Innerhalb einer Gruppe wurden jeweils eine Gold-, eine Silber- und eine Bronzemedaille vergeben; für den vierten bis achten Platz gab es eine Platzierungsschleife, für Disqualifizierte eine Teilnahmeschleife. An der Siegerehrung nahmen alle aus der jeweiligen Gruppe teil.
Bei diesem System besteht jedoch die Möglichkeit, dass jemand in den Klassifizierungsrunden absichtlich eine niedrigere Leistung als möglich zeigt, um in eine günstigere Gruppe zu kommen. Deshalb galt in sechs Sportarten, darunter Schwimmen und Leichtathletik, erstmals auch die Regel: Liegt eine Leistung mehr als 15 Prozent über dem vom Trainer im Vorfeld angegebenen persönlichen Rekord, erfolgt eine Disqualifizierung. Allein in der Leichtathletik kam es so bereits in den ersten Tagen der Weltspiele zu einer dreistelligen Zahl von Disqualifizierungen, etwa von Leonie Spehr. Kritik an diesem System äußerte unter anderem der Leiter des Teams Special Olympics Deutschland, Tom Hauthal: Die vorherige Bestleistung sollte nach seiner Anschauung keine Rolle spielen. Auch das deutsche Fußballteam der Männer erlebte Nachteile der Klassifizierungsregeln: Es war in der Vorrunde auf deutlich unterlegene Delegationen getroffen und hatte aus Gründen des Fair Play absichtlich schwächer gespielt. Dies wirkte sich für das deutsche Team nachteilig aus: Wegen des schlechteren Torergebnisses im Vergleich zu Ägypten wurde es für die Wettbewerbe um die Medaillen in eine niedrigere Gruppe eingeteilt. Der Trainer der ägyptischen Mannschaft schätzte sein Team allerdings auch schlechter ein als das deutsche, und es wurde versucht, die Gruppen zu tauschen, doch der Antrag wurde abgelehnt. So setzte sich die Unterforderung des deutschen Teams fort: Im Halbfinale Deutschland – Schweiz hieß es 25:0, im Finale mit Uganda beließ es das Team bei einem 9:0.

## Sportarten und Austragungsorte
Folgende 26 Sportarten waren vertreten:
- Badminton (Messe Berlin)
- Basketball (Messe Berlin)
- 3×3-Basketball (Neptunbrunnen)
- Beachvolleyball (BeachMitte)
- Boccia (Messe Berlin)
- Bowling (Bowling World)
- Freiwasserschwimmen (Grünau)
- Fußball (Maifeld, Olympiapark)
- Futsal (August-Bier-Platz, Olympiapark)
- Golf (Golf Club Bad Saarow)
- Handball (Horst-Korber-Sportzentrum, Olympiapark)
- Judo (Messe Berlin)
- Kanusport (Grünau)
- Kraftdreikampf (Messe Berlin)
- Leichtathletik (Hanns-Braun-Stadion, Olympiapark)
- Radsport (Straße des 17. Juni)
- Reiten (Reitclub am Olympiapark)
- Rhythmische Sportgymnastik (Messe Berlin)
- Roller Skating (Eissporthalle Charlottenburg, Olympiapark)
- Schwimmen (Schwimm- und Sprunghalle im Europapark, SSE)
- Segeln (Wannsee)
- Tennis (SC Brandenburg e. V.)
- Tischtennis (Messe Berlin)
- Gerätturnen (Messe Berlin)
- Volleyball (Messe Berlin)

Dazu kam die Demonstrationssportart Hockey, die im Hockeystadion im Olympiapark zu sehen war.
Erstmals wurde 3×3-Basketball ausgetragen. Diese Basketballvariante ist für Menschen mit geistigen Beeinträchtigungen von Vorteil: Da die Mannschaften kleiner sind als in der Halle, wachsen Teams schneller zusammen.

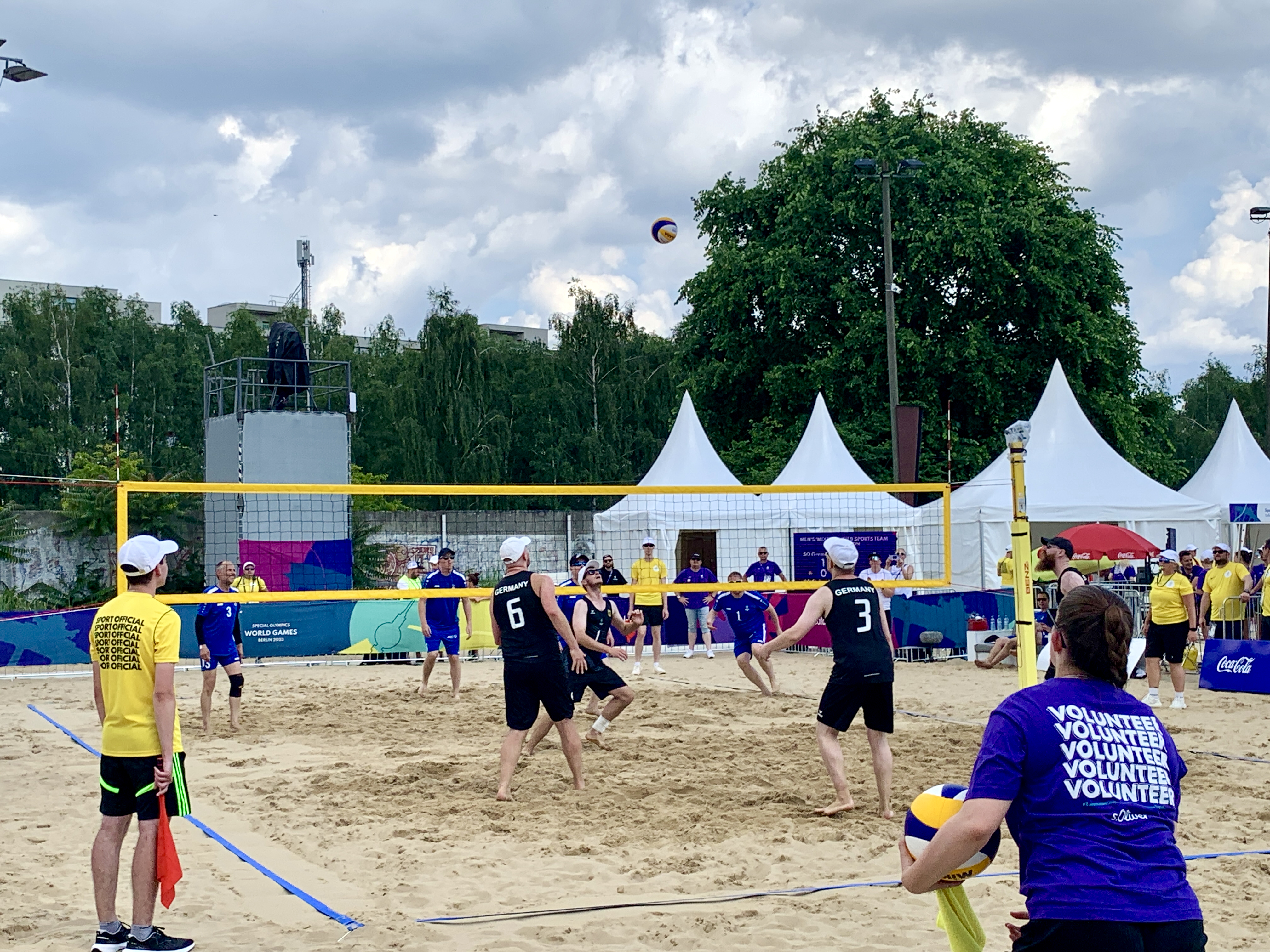
Beachvolleyball
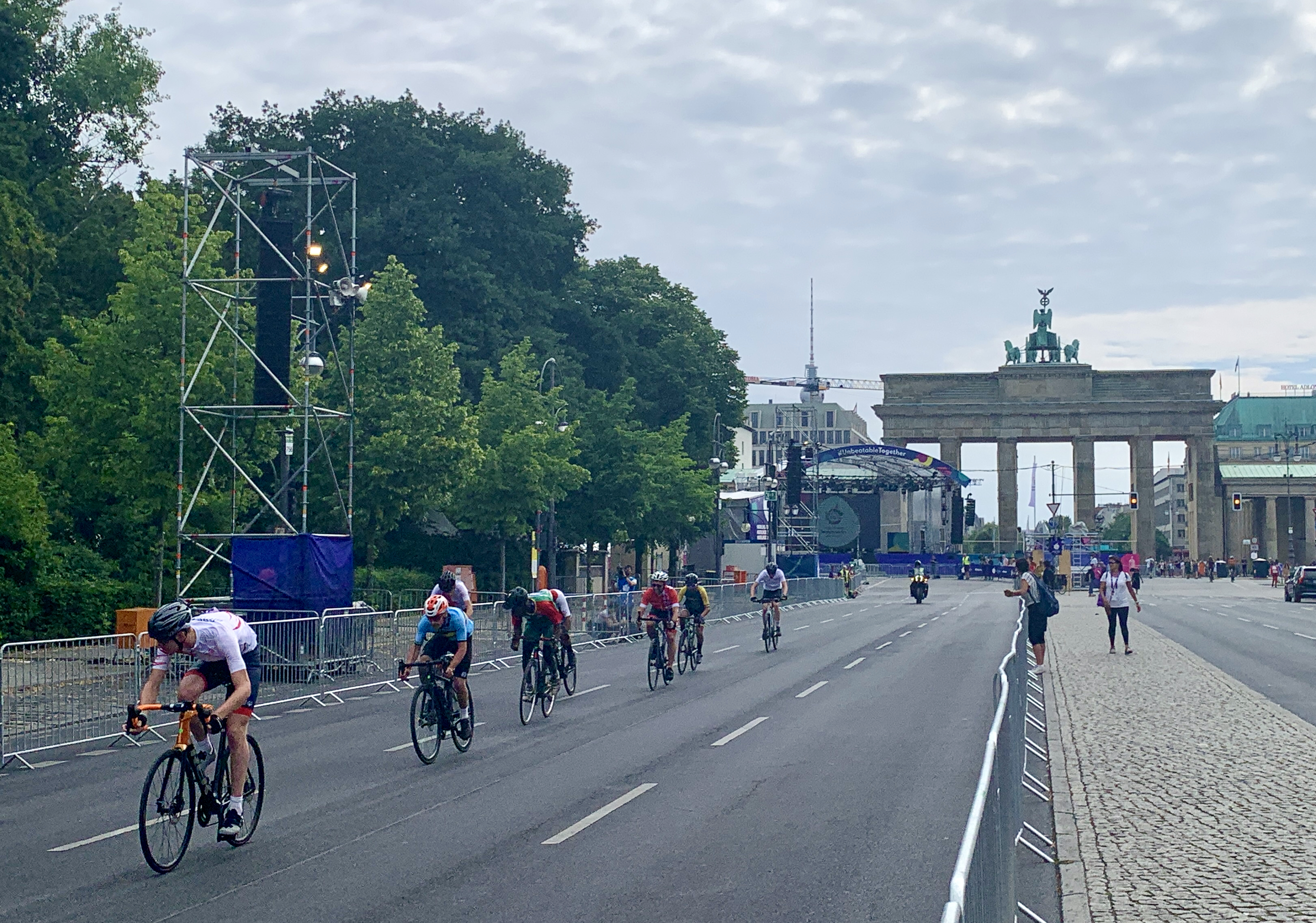
10-km-Radrennen
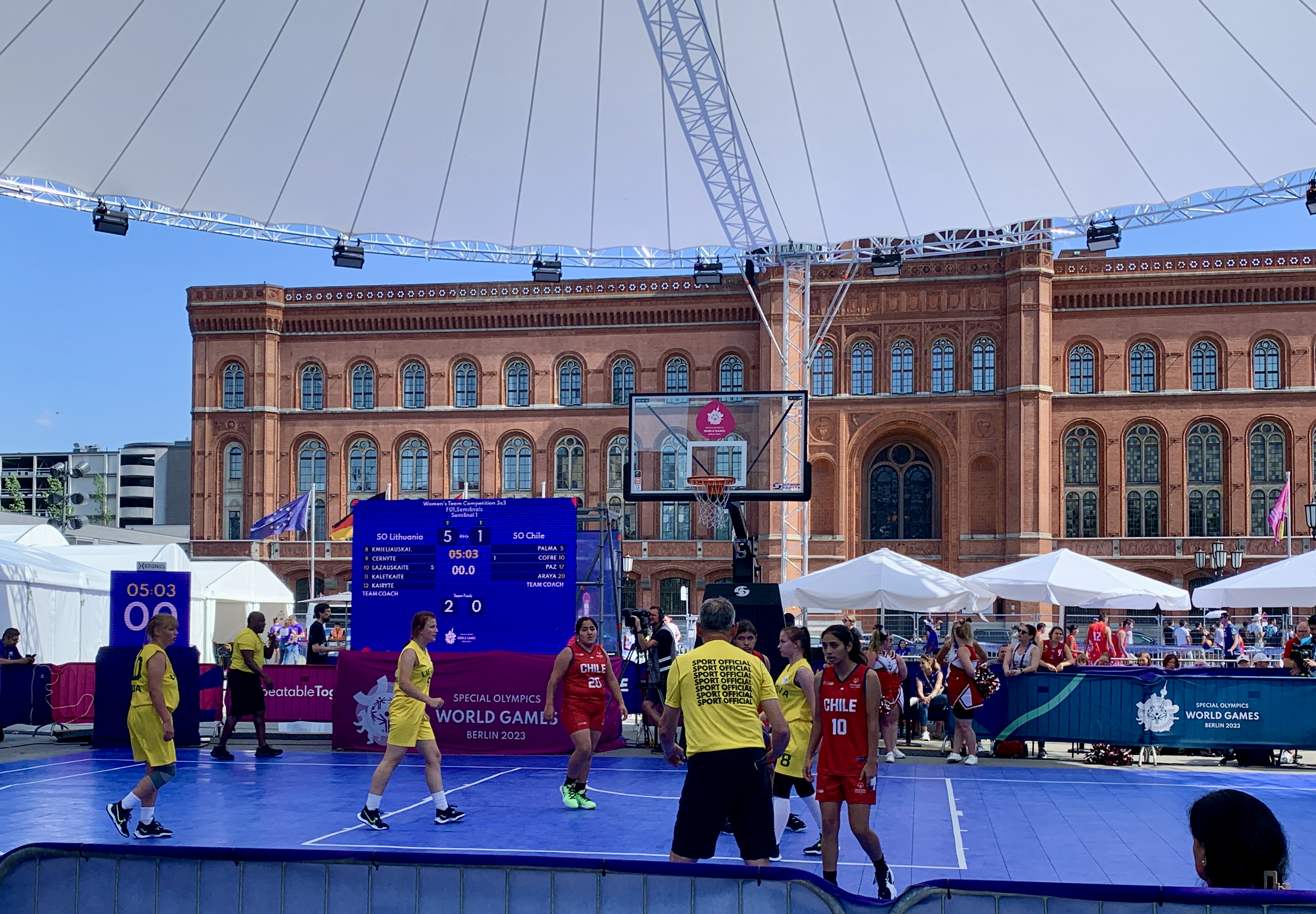
3×3-Basketball
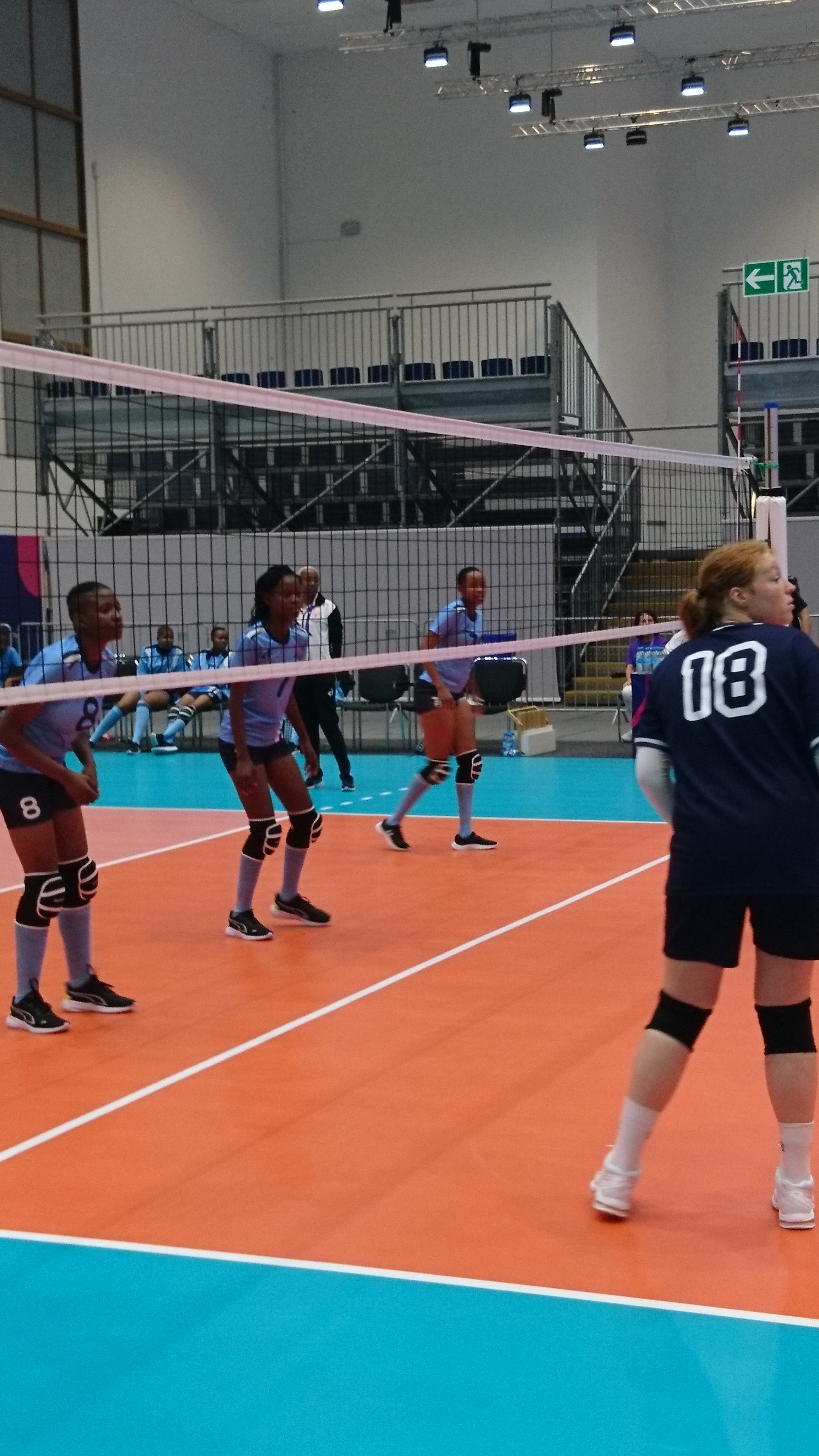
Volleyball
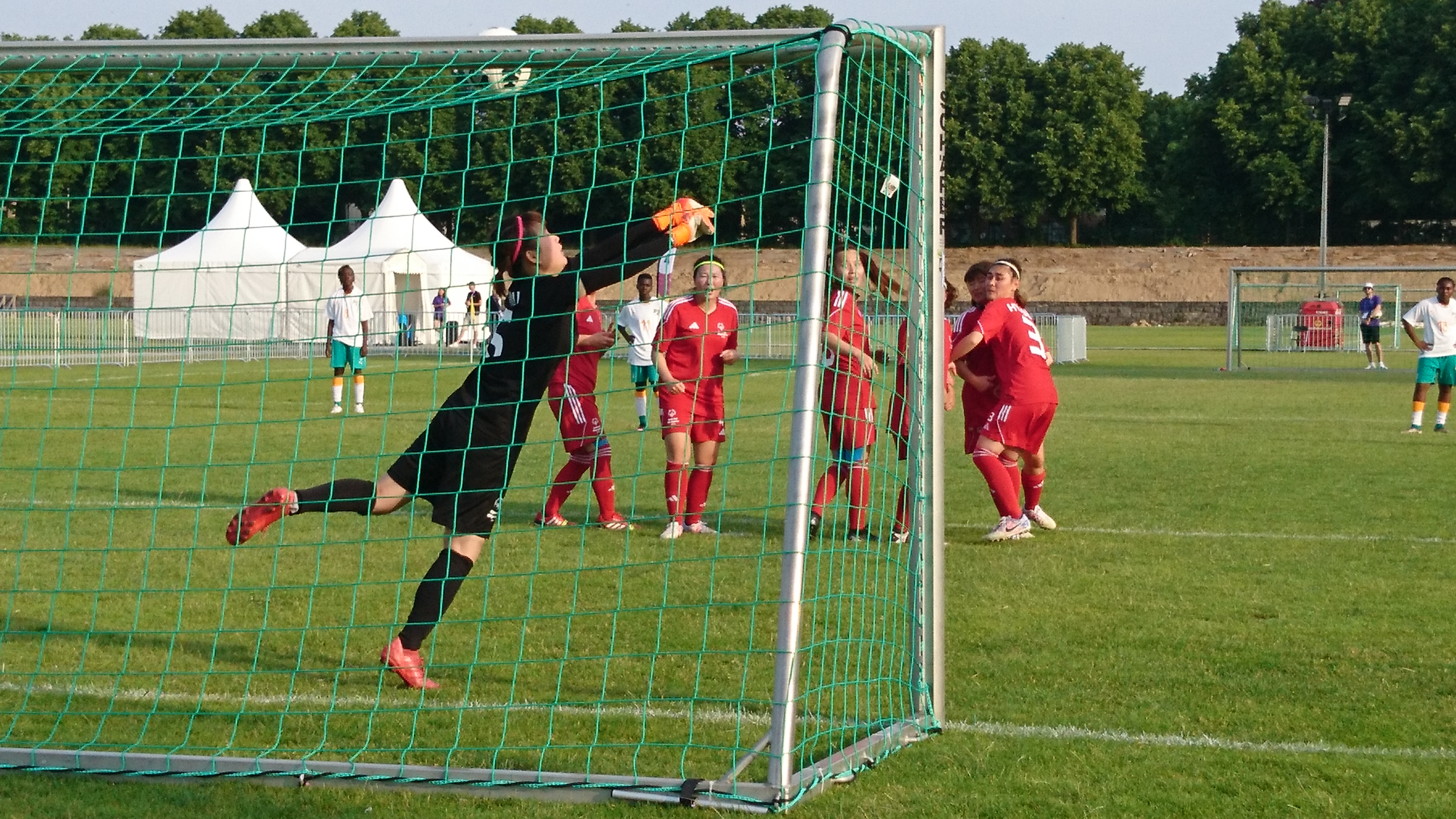
Fußball
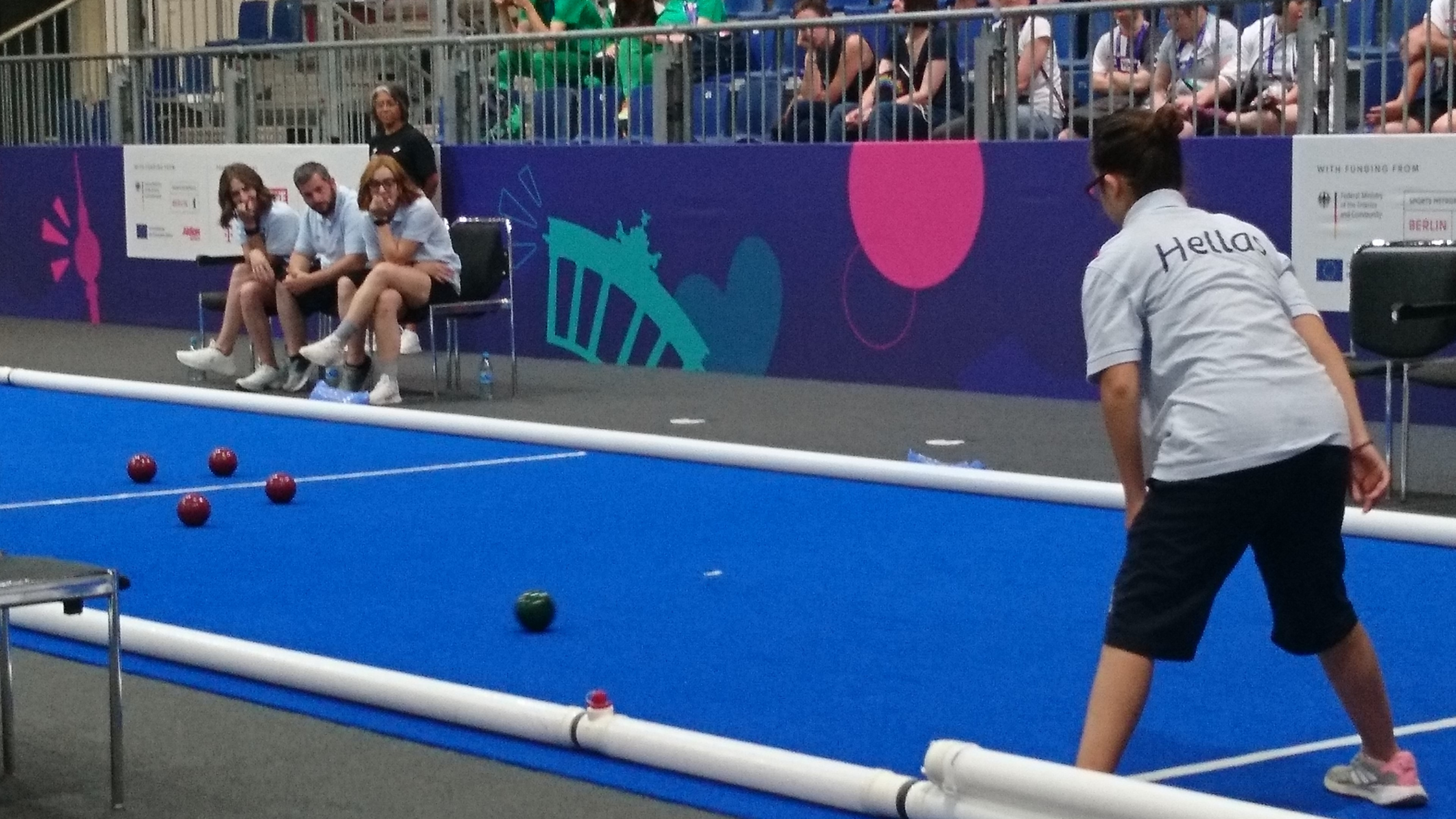
Boccia

## Kein Medaillenspiegel
Im Unterschied zu Olympischen Spielen und Paralympischen Spielen wird bei den Special Olympics kein Medaillenspiegel geführt. Man stellt hier die Zusammenkunft und ein sportliches Miteinander in den Vordergrund und verzichtet auf Konkurrenzdruck unter den Nationen. Dennoch werden Medaillen in Gold, Silber und Bronze verliehen. Die Viert- bis Achtplatzierten erhalten Platzierungsschleifen, auf denen ihre Platzierung aufgedruckt ist. Insgesamt wurden bei den Weltspielen 2023 auf 1334 Siegerehrungen 4002 Medaillen für den 1. bis 3. Platz überreicht. Für den 4. bis 8. Platz wurden 6670 Auszeichnungen vergeben.

## Host Town Program
Über 190 internationale Delegationen, die zwischen 6 und 400 Mitglieder zählten, waren für die Spiele in Berlin anwesend. Vor dem Beginn der Wettbewerbe wurden sie von Kommunen in Deutschland empfangen. Das Host Town Program sollte den Gästen einen ersten Eindruck von Deutschland vermitteln und zugleich in der Öffentlichkeit die Aufmerksamkeit für die Weltspiele in Berlin und das Thema Inklusion generell erhöhen. Das Motto war „In Berlin spielt die Musik, aber das Orchester kommt aus dem ganzen Land“.
Die Gastgeberstädte, -gemeinden und -landkreise (Host Towns) gestalteten für die Gäste ein viertägiges Programm, an dem die Bevölkerung wesentlichen Anteil hatte. In der Programmgestaltung waren die Host Towns frei. Unterstützung erhielten sie vom Lokalen Organisations-Komitee der Special Olympics in Berlin und den Landesverbänden. Unter anderem wurden auf diesem Weg Informationen zur Delegation übermittelt, etwa über die Notwendigkeit eines Gebetsraums oder Unverträglichkeiten von Speisen.
Es hatten sich 263 Kommunen beworben, auch Gemeinschaftsbewerbungen waren erlaubt. Am 26. Januar 2022 wurden aus den Bewerbungen 216 gastgebende Städte ausgewählt.
Das Feuer der Special Olympics zog auf seinem Weg nach Berlin durch die Host Towns.

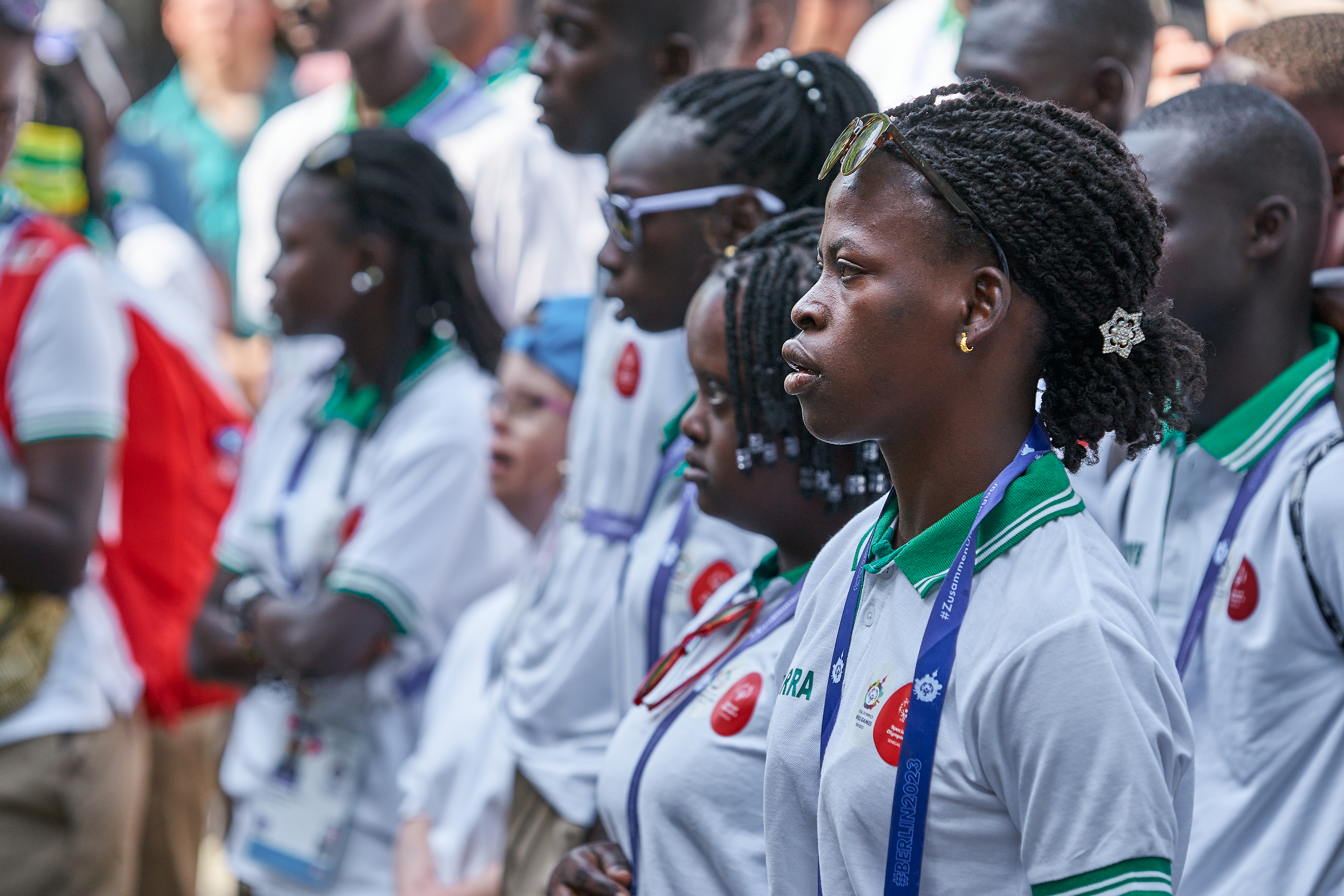
Delegation aus dem Senegal in Neuss
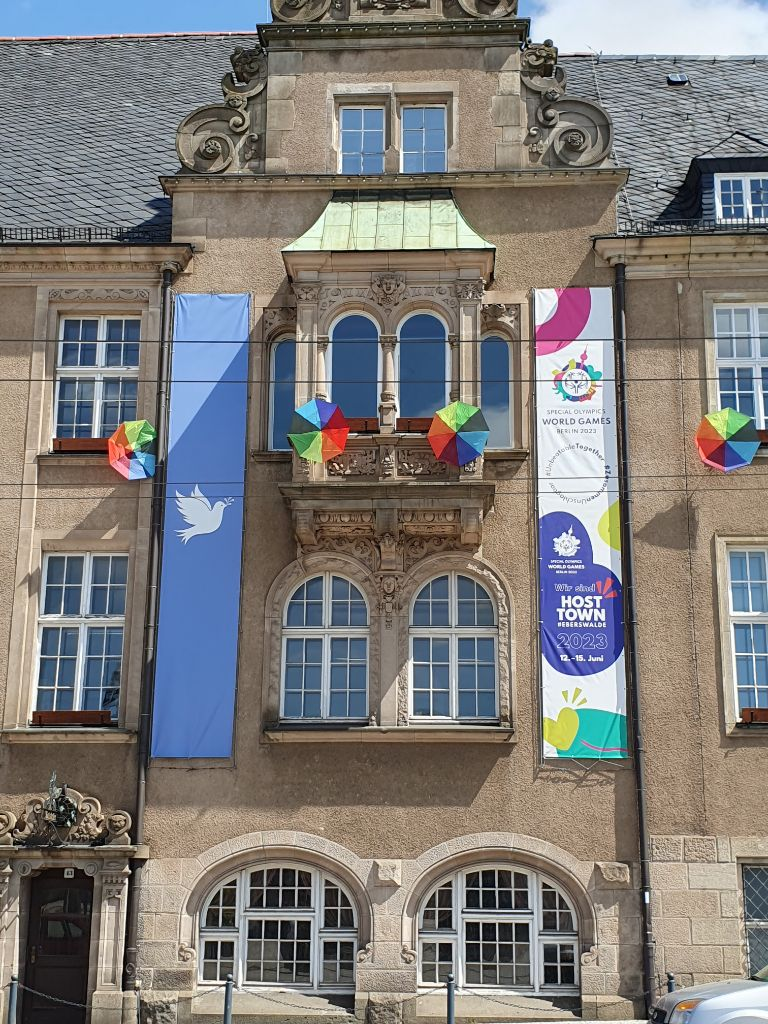
Das Rathaus der Host Town Eberswalde
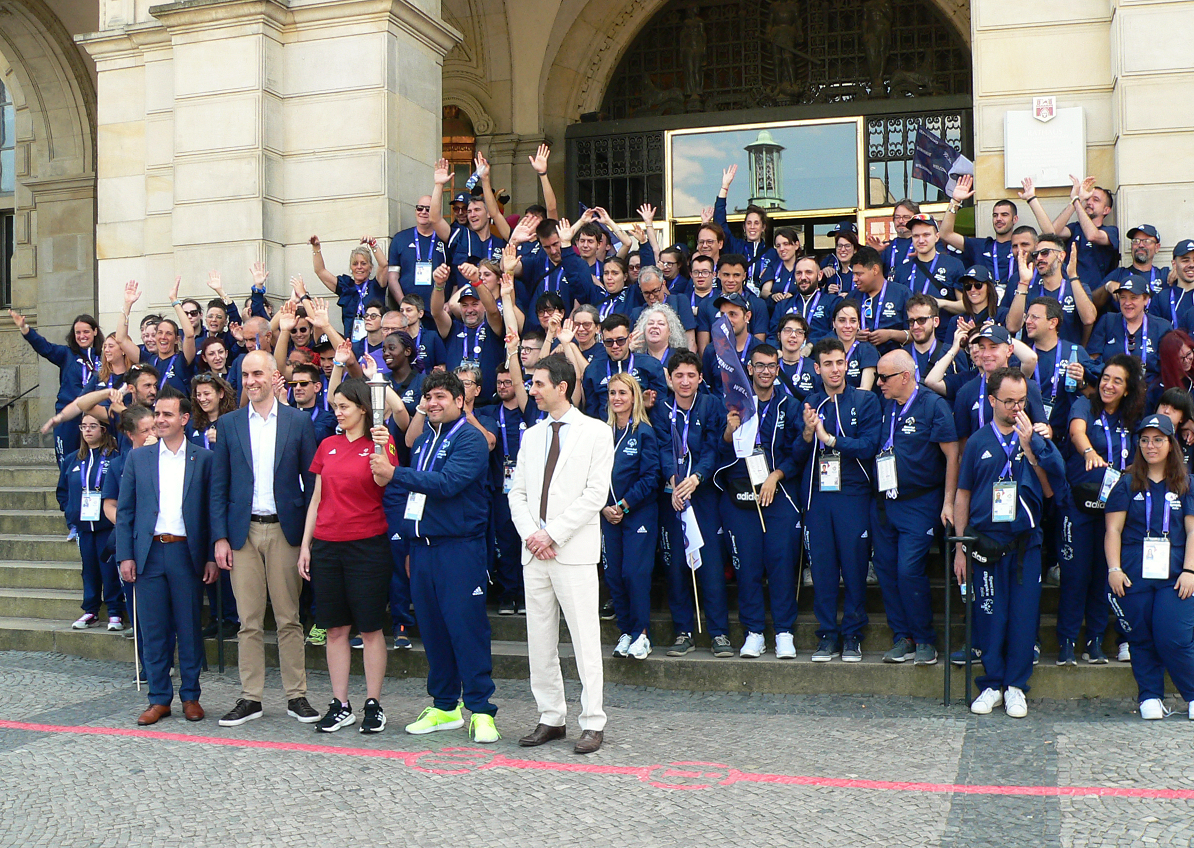
Die italienische Mannschaft mit der Flamme vor dem Rathaus der Gastgeberstadt Hannover

## Fackellauf

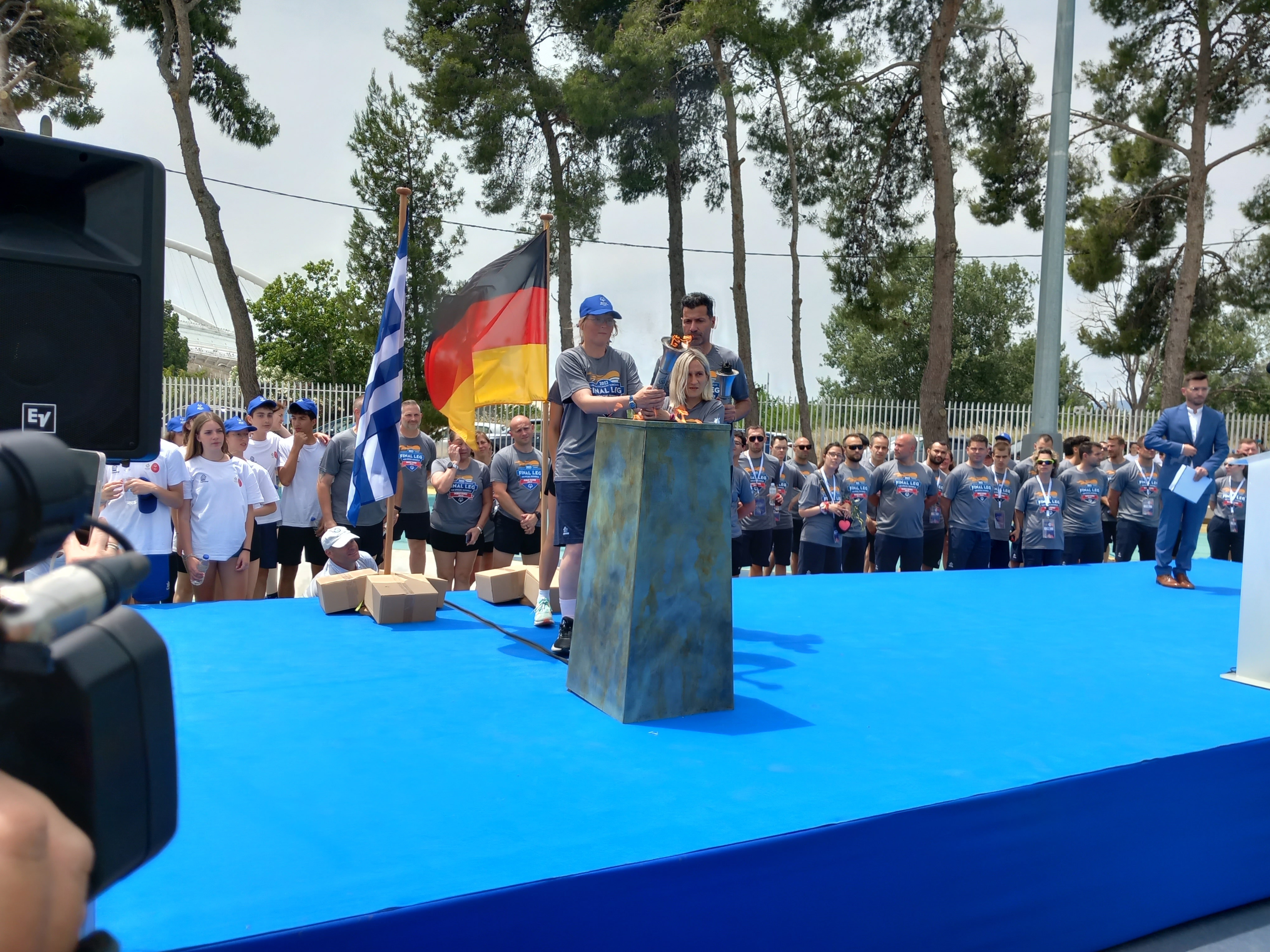
Athen: Übergabe des olympischen Feuers an Deutschland (2023)

Am 7. Juni 2023 wurde das olympische Feuer, die sogenannte Flamme der Hoffnung (Flame of Hope), während einer feierlichen Zeremonie im Zappeion in Athen entzündet und an den Geschäftsführer der Special Olympics Deutschland Sven Albrecht überreicht. Er gab die Fackel an die Special Olympics Athletinnen Natascha Wermelskirchen und Vasiliki Katsoudi weiter, die den Lauf durch Athen begannen, begleitet von der Berliner Polizistin Maja Seidel. Der Lauf endete an der Deutschen Schule Athen mit einem Festakt. Der Fackellauf wurde vom 14. bis 17. Juni in Berlin und einigen Host Towns fortgesetzt, um dann während der Eröffnungsfeier im Olympiastadion zu enden.

## Kongresse
Im Rahmen der Weltspiele fanden drei Kongresse statt:
Beim Global Athlete Congress kamen Athletensprecher von Special Olympics mit Mentoringteams aus der ganzen Welt zusammen, um die Entwicklung hin zu einer inklusiveren Gesellschaft weiter voranzubringen.
Zielgruppe des Global Youth Leadership Summit waren Jugendliche mit und ohne geistige Beeinträchtigung aus allen teilnehmenden Ländern. Sie entwickelten in inklusiven Tandems Projekte für die spätere Umsetzung in ihren Heimatländern.
Erstmals gab es bei Weltspielen auch ein Global Forum for Inclusion. Hier widmeten sich Teilnehmende der anderen beiden Kongresse zusammen mit Delegationen von Regierungen und internationalen Nichtregierungsorganisationen sowie Fachleuten aus der Wissenschaft dem Thema Inklusion. Wichtigstes Ergebnis war die Verabschiedung und Veröffentlichung der Berliner Erklärung, die allen zur Unterzeichnung offensteht. Darin werden Mittel für die inklusive Organisation des Schulsports ebenso gefordert wie die Verwendung von mindestens drei Prozent des Bildungsbudgets für beeinträchtigte Lernende.

## Kulturprogramm

### Theater
Das Theater Thikwa beteiligt sich mit ReTold – Nach:Erzählt, einer Performance mit Tanz und Musik, am Kulturprogramm der Spiele. Basis waren Interviews mit Berliner Athleten der Weltspiele, aufgeführt wird die Performance vor den Thikwa-Containern an den Rathauspassagen im Juni 2023. Das Theater RambaZamba bringt eine Inszenierung von Elfriede Jelineks Ein Sportstück auf die Bühne.

### Lied
Are You Ready, das Lied der Special Olympics World Summer Games 2023, wurde vom norwegischen Duo Madcon bei der Eröffnungsfeier am 17. Juni aufgeführt.

Kulturprogramm
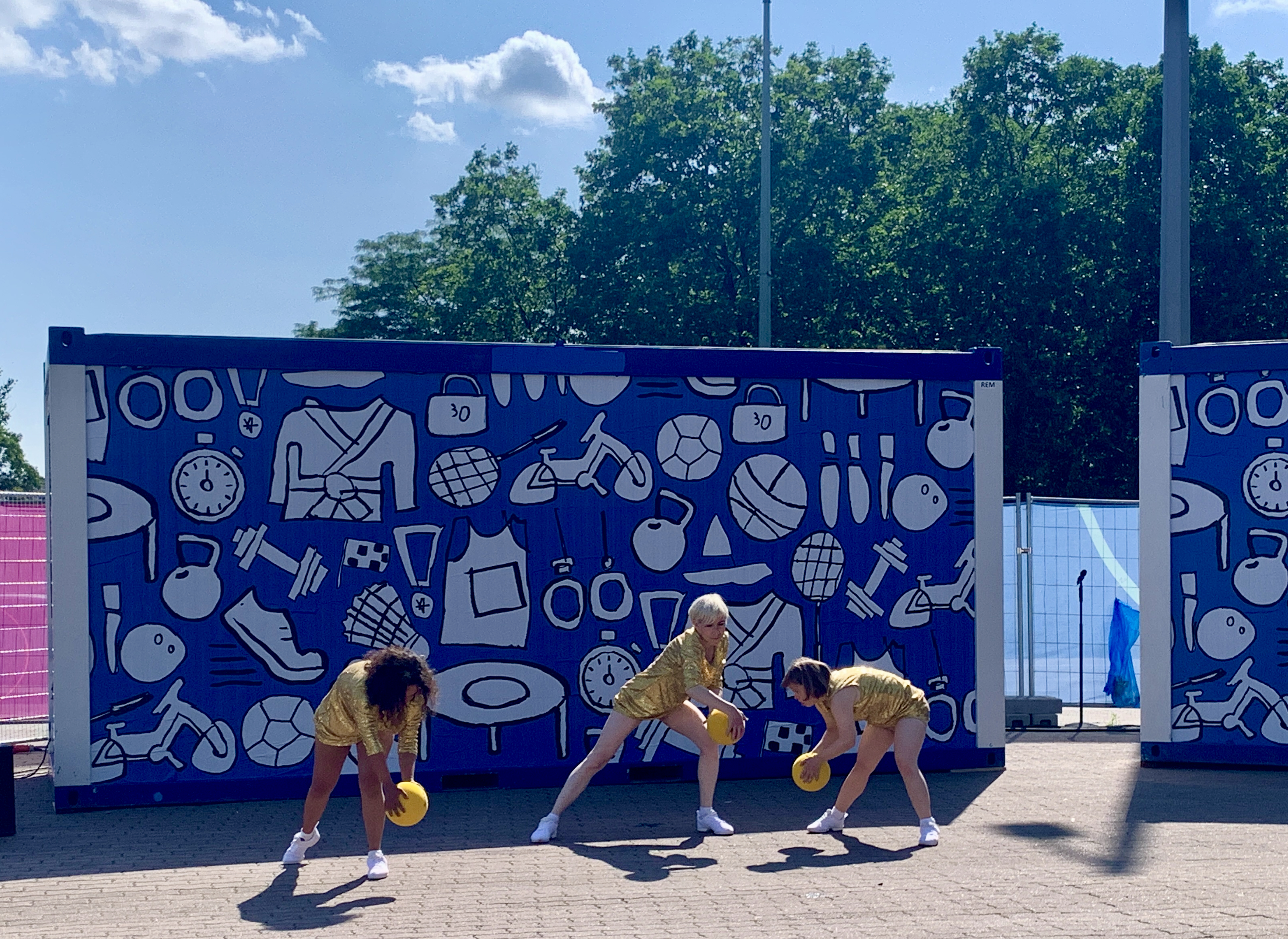
Theater Thikwa: Tanzgruppe
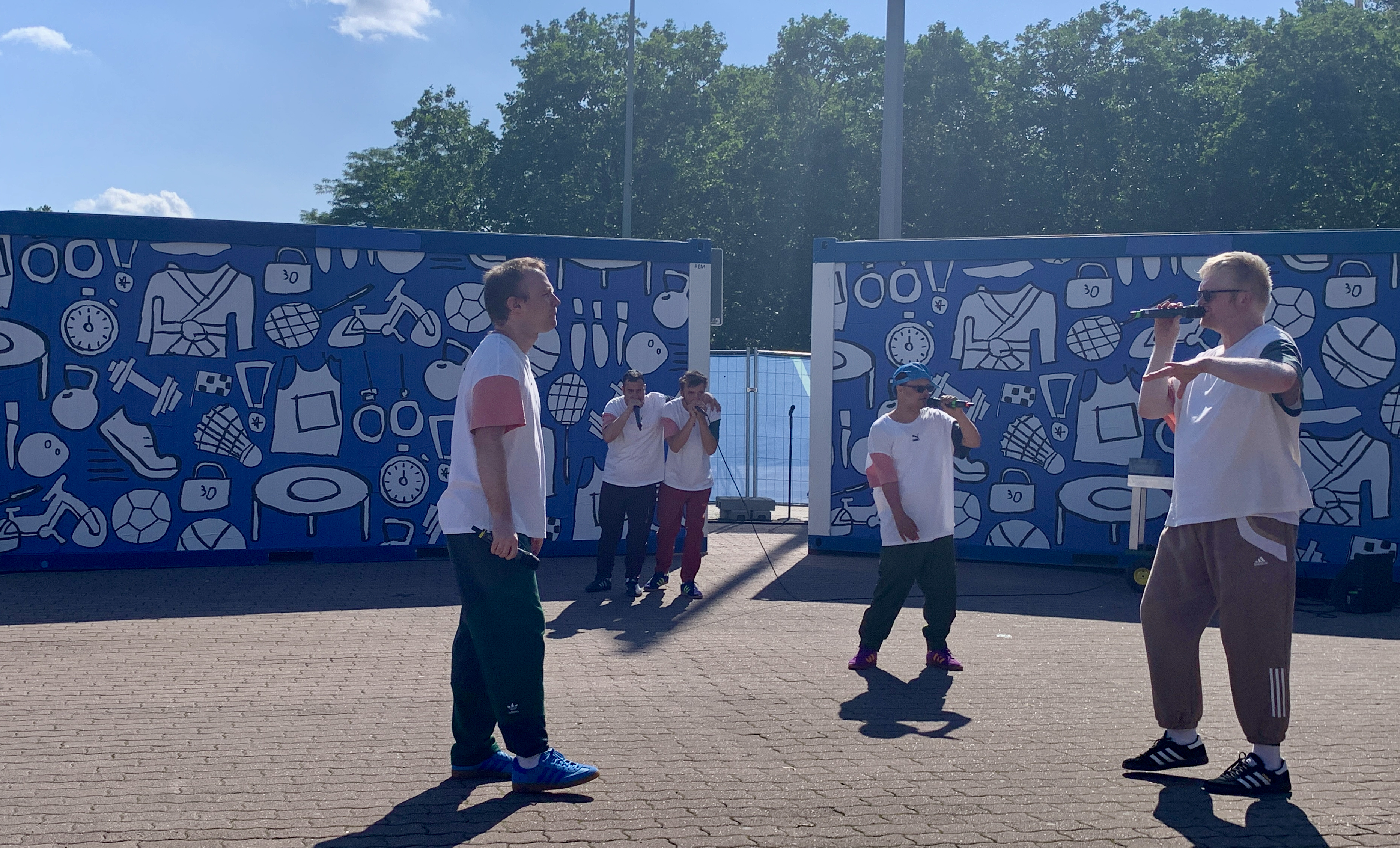
Theater Thikwa: Beatboxing-Gruppe
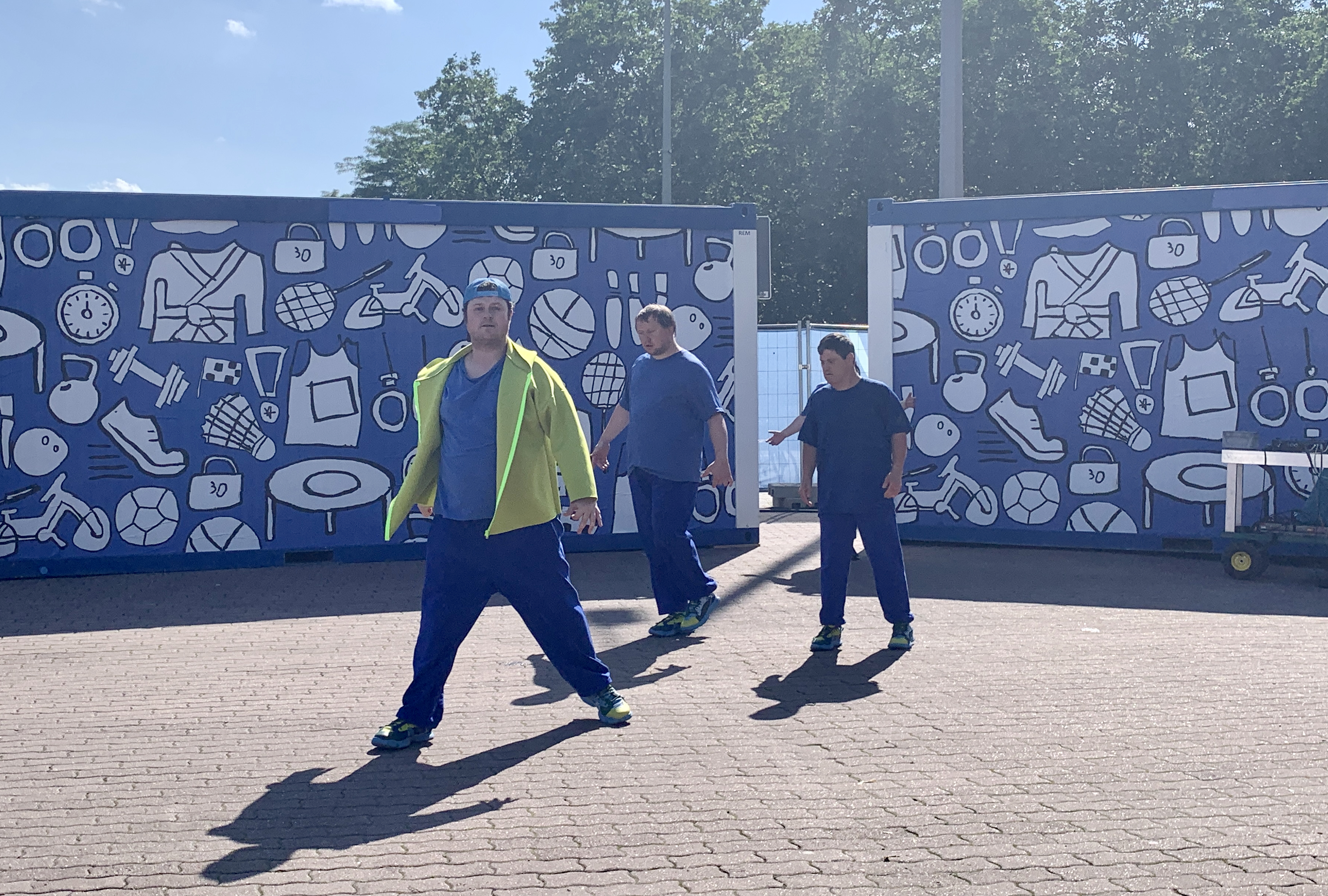
Theater Thikwa: Hip-Hop-Gruppe
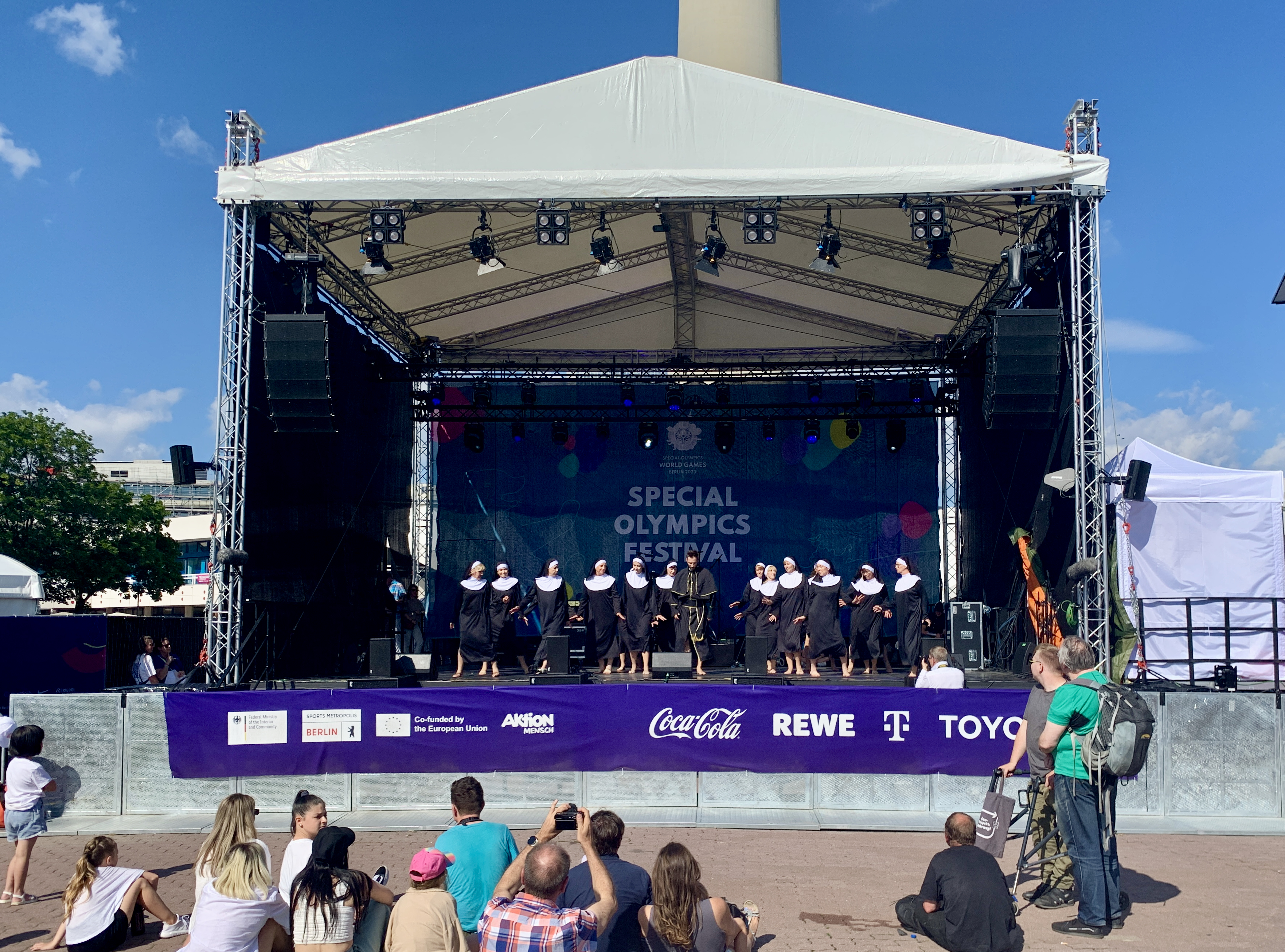
Kulturprogramm auf der Festivalbühne
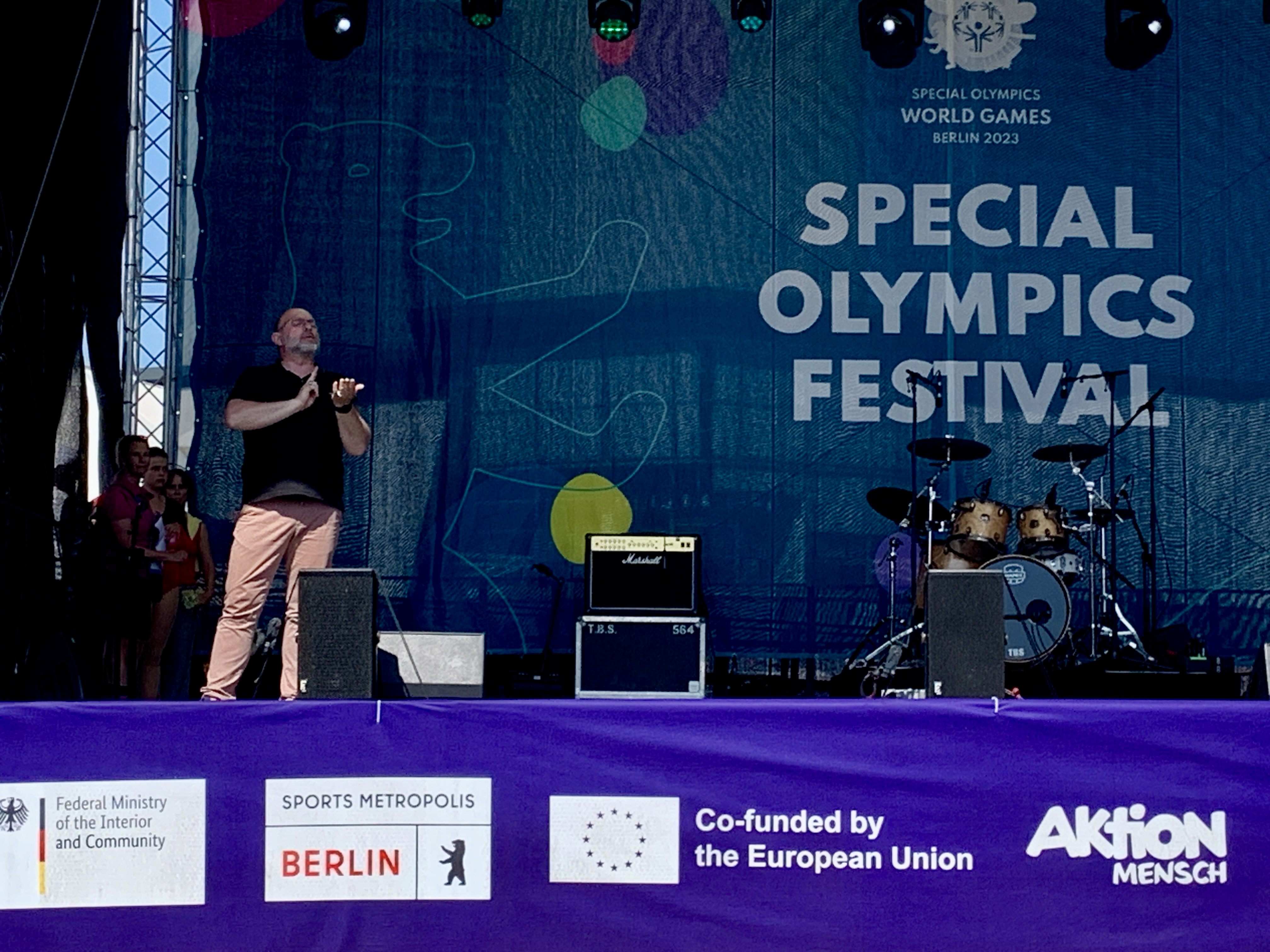
Gebärdensprach-dolmetscher auf der Festivalbühne
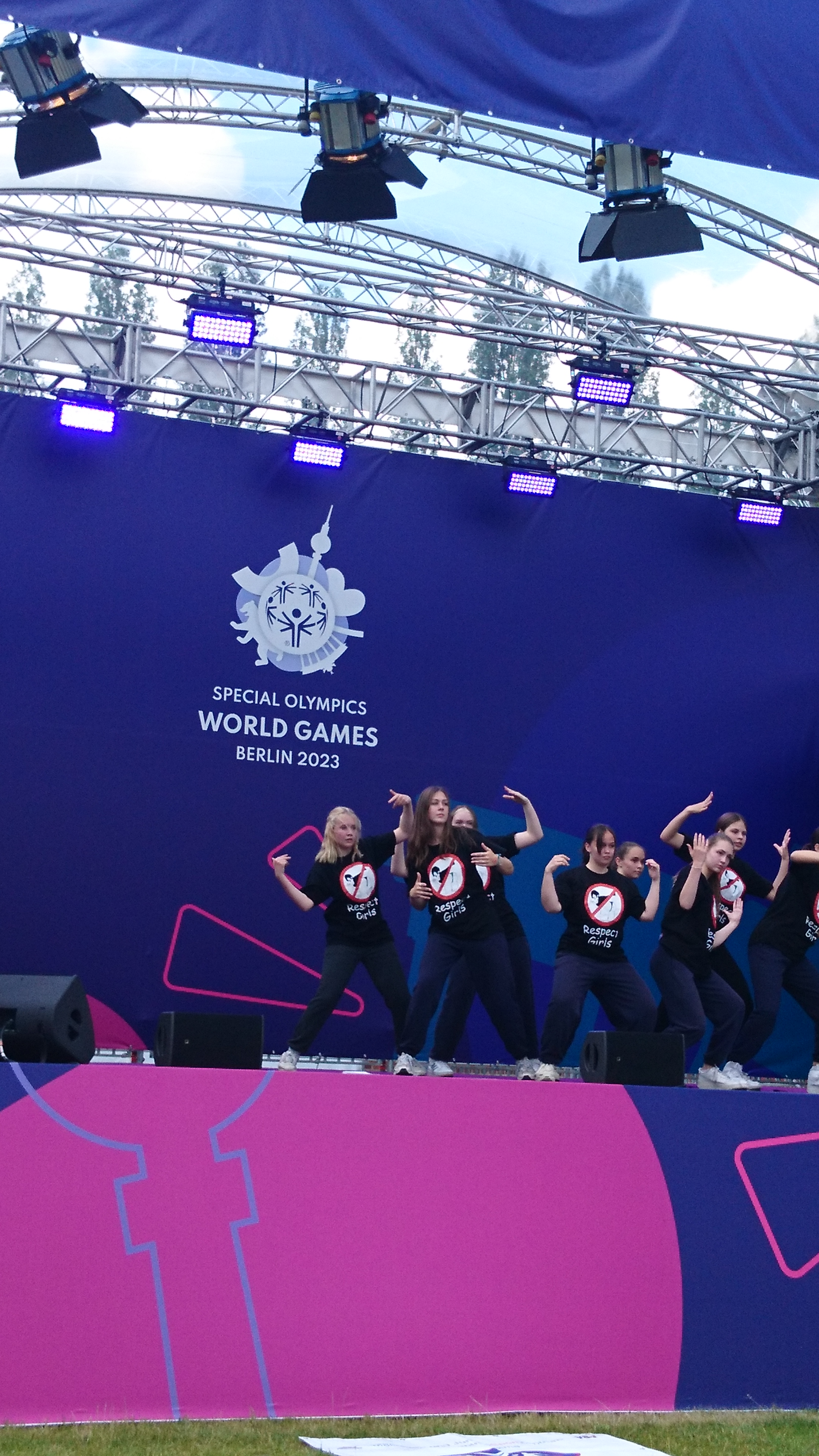
Kulturprogramm Sommergarten, Messe; Centre Talma, Berlin

## Finanzierung
Die Spiele werden von der Bundesrepublik und vom Land Berlin mit je rund 48 Millionen Euro gefördert. Weitere finanzielle und logistische Unterstützung kam von über 50 Sponsoren.

## Öffentlichkeitsarbeit

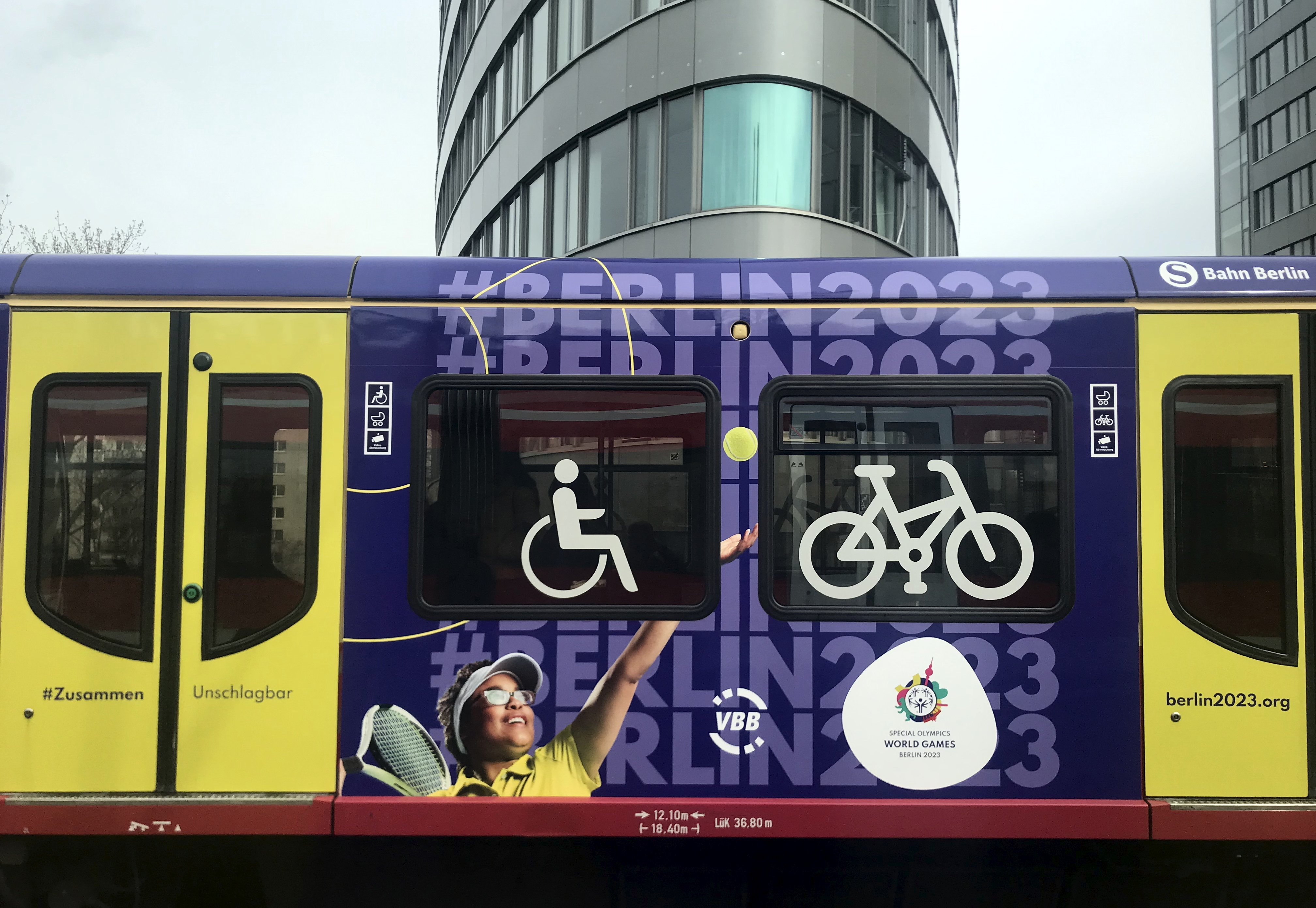
Für die Special Olympics 2023 Berlin werbender S-Bahn-Zug

Eine Allianz von elf deutschen Medienhäusern verschaffte den Weltspielen eine in Deutschland bislang nicht gekannte Sichtbarkeit der Weltspiele, was auf großes Interesse beim Publikum stieß. ARD und ZDF übertrugen, wie bei Großereignissen im Sport üblich, im gewohnten Wechsel live von den Berliner Weltspielen, allerdings täglich nur eine Stunde. Die Zusammenfassung der Eröffnungsfeier sahen sich 670.000 Zuschauer an. Sky Sport sendete täglich live drei Stunden, Magenta TV brachte tägliche Höhepunkte und Dokumentationen auf dem kostenlosen Sender #dabei TV, und auf Sportdeutschland.TV wurden alle produzierten Live-Signale frei zugänglich gestreamt. In allen Sendern der Medienallianz waren die Special Olympics in den Hauptnachrichtensendungen, Magazinen und vielen weiteren Sendeformaten präsent, die Mediatheken wurden täglich aktuell gehalten. Auch der ARD-Hörfunk berichtete über die Weltspiele, und im KiKA gab es Angebote für Kinder. Das ZDF übertrug die Schlussfeier im Livestream. In einer inklusiven Redaktion von Special Olympics Deutschland und dem Local Organizing Committee arbeiteten Menschen mit und ohne Beeinträchtigung journalistisch und redaktionell zusammen.
Eine bundesweite Plakatkampagne mit den Headlines Wir spielen ohne Abseits, Wir nehmen jede Hürde, Wir wechseln alle ein und Wir setzen Segel und Zeichen sollte „das Wir“ ins Zentrum stellen. Die Plakatsujets wurden mit vier Athleten umgesetzt. Dazu gehörten die Leichtathletin Heidi Kuder und der Segler Phil-Mattis Leiß. Ein internationales Special Olympics Team entwarf in einem gemeinsamen Workshop Name und Grundidee zum Maskottchen Unity. Unter dem Namen Berlin 2023 wurde eine Mobile App mit Orientierungshilfen zur Verfügung gestellt, der unter anderem Veranstaltungsorte, Spielpläne und Team- und Athletennamen zu entnehmen waren.
Ab dem 9. März 2023 fuhr ein mit Werbung für die Special Olympics World Summer Games beklebter Zug der S-Bahnlinie 5 durch Berlin und Brandenburg.
Ein Designteam aus Athleten mit geistiger Beeinträchtigung, unter ihnen die Kanutin Juliane Rößler, entwarf und entwickelte Motto, Farbgebung und Logo der Spiele. Unterstützung kam von der Münchner Marketingagentur BECC. Von den drei Slogans in der Endausscheidung, Emotionen bewegen, Wir sind da und Zusammen unschlagbar gewann der letzte.

## Rezeption
DOSB-Präsident Thomas Weikert erklärte im März 2023, er verspreche sich von den Special Olympics World Games in Berlin einen Schub für eine mögliche deutsche Olympia-Bewerbung. Christiane Krajewski, Präsidentin von Special Olympics Deutschland, wies im Zusammenhang mit den Spielen darauf hin, dass nur acht Prozent der Menschen mit geistiger Beeinträchtigung Sport trieben. Sie hoffe daher auf eine bessere Vernetzung von Sportvereinen und Einrichtungen der Behindertenhilfe, in denen der Zugang zum Sport in einer inklusiven Situation nicht in ausreichendem Maße vorhanden sei. Bei allen politischen Maßnahmen solle die Lebenssituation von Menschen mit Beeinträchtigungen mitgedacht werden.
Mary Davis, CEO von Special Olympics International, sagte nach dem Ende der Veranstaltung, diese Spiele würden in den kommenden Jahren als die Happy Games bekannt sein.
Katrin Koenen von der Berliner Senatssportverwaltung nannte als Fernziel, dass es in jedem Berliner Verein Inklusionsangebote gebe. Für den Anfang sei ein Nachhaltigkeitsprogramm ins Leben gerufen worden, in dem 14 Projekte in Kultur, Bildung, Sport und anderen Bereichen dabei unterstützt würden, nachhaltig Inklusion zu betreiben. Darunter sei auch die Finanzierung eines Inklusionsmanagers beim Berliner Landessportbund. Er biete allen Vereinen Unterstützung bei der Ausbildung der Trainer an.
Zu den Special Olympics World Summer Games 2023 in Berlin erschien eine Sonderausgabe von Asterix bei den Olympischen Spielen; bei diesem Band handelt es sich um die erste Ausgabe einer Asterix-Geschichte in Leichter Sprache (Textadaption: Jana Höftmann-Leben). Die Zeichnungen blieben unverändert, die Texte der Sprechblasen des Originals wurden verkürzt und sprachlich vereinfacht. Die Auflage von 20.000 Exemplaren wurde vor allem an die Teilnehmenden und die freiwilligen Helfer bei den Spielen verteilt und war schnell vergriffen, eine Neuauflage war im Juni 2023 laut Verlag im Gespräch.
Eine Sonderpostwertzeichen mit dem Wert von 95 Cent (dem zu dieser Zeit gültigen Preis für einen Auslandsbrief) wurde von der Berliner Designerin Susann Stefanizen gestaltet und mit einer Auflage von drei Millionen Stück erstellt. Die Briefmarke zeigt neben dem Logo der Special Olympics World Summer Games 2023 den Berliner Fernsehturm, den Berliner Bär und den seit 2021 üblichen DataMatrix-Code.
Im Oktober 2023 erhielt die Medienallianz der Weltspiele den Horizont Sportbusiness Award. Stellvertretend für die Partner der Medienallianz ARD, Bild, DAZN, Deutsche Telekom, Meta, Prime Video, Pro7/Sat1, RTL, Sky, Sport1, ZDF und Special Olympics nahm der Bundesgeschäftsführer von Special Olympics Deutschland Sven Albrecht diese Auszeichnung zum Medium des Jahres entgegen.

## Auszeichnungen
- 2023: Deutscher Nachhaltigkeitspreis in der Kategorie (Groß-)Veranstaltungen, Spieltage und Sportfeste.[70] Gelobt wurde die Wirkung, die die Spiele in den Host Towns erreichten, und der ganzheitliche Ansatz der Spiele.
- 2023: Bayerischer Sportpreis in der Kategorie Jetzt erst recht! für die 39 Athleten von Special Olympics Bayern[71]
- 2023: Horizont Sportbusiness Award für die Medienallianz[72]
- 2023: Berliner Marketingpreis (Marketing-Club Berlin e. V.) für die Macher von Special Olympics World Games Berlin 2023 – Wir! Die Athlet*innen.[73]
- 2024: German Design Award in Gold[74]

## Kritik
Jürgen Dusel, der Beauftragte der Bundesregierung für die Belange von Menschen mit Beeinträchtigungen, kritisierte gegenüber dem Deutschlandfunk am letzten Tag der Spiele die nach wie vor mangelnde Barrierefreiheit im öffentlichen Personennahverkehr Berlins, insbesondere im Hinblick auf die Wartung von Rolltreppen und Fahrstühlen. „Dass es nicht gelungen ist, diese Problematik abzustellen“, finde er „beschämend“.
Klara Schedlich, sportpolitische Sprecherin der Grünen-Fraktion im Abgeordnetenhaus von Berlin kritisierte laut FAZ bei der ersten Plenarsitzung nach den Spielen, „Berlin habe es bei der Organisation der Weltsportspiele für geistig und mehrfach Beeinträchtigte … nicht geschafft, die Hürden, mit denen beeinträchtigte Menschen im Alltag konfrontiert seien, im Vorfeld an allen Stellen abzubauen. … So hätten Rollstuhlplätze im Olympiapark teilweise keine Sicht auf Sportflächen und Monitore geboten.“
Die inklusionspolitische Sprecherin der Fraktion Die Linke, Katina Schubert, führte zusätzlich aus, dass es noch immer „zu wenige inklusive Sportanlagen“ in Berlin gebe und noch immer „zu viele Sportbegeisterte an fehlenden Transportmöglichkeiten zu den Sportstätten“ scheiterten, „weil Begleitdienste und Assistenzdienste zu wenig verfügbar“ seien.

## Vermisste nach dem Ende der Spiele
Nach dem Ende der Weltspiele reisten nicht alle ausländischen Delegationsmitglieder wieder aus. Die Berliner Innensenatorin Iris Spranger teilte mit, es gehe um 14 Personen aus den Delegationen von Algerien, Burundi, Guinea, Kamerun, Libanon, Senegal und der Elfenbeinküste. Nicht alle davon seien Athleten. Die Tagesschau meldete Ende Juni 2023, von den 14 Personen hätten 11 Visa im Rahmen des Schengener Abkommens und damit die Erlaubnis, sich noch länger innerhalb des Schengen-Raums aufzuhalten. Nach einer Mitteilung eines Polizeisprechers werde nur nach drei Personen gesucht; eine davon sei minderjährig, die beiden anderen hätten geistige Einschränkungen. Die Boulevardzeitung B.Z. gab an, ein Sprecher des Organisationskomitees der Weltspiele habe ihr gegenüber von 20 vermissten Personen gesprochen, darunter sei auch ein Trainer. Als weitere Herkunftsländer habe er Pakistan, Bangladesch und Libyen genannt. Im Dezember 2023 berichtete die Süddeutsche Zeitung, die Polizei habe nur in vier der 20 Fälle Ermittlungen aufgenommen, weil sie bei diesen Personen wegen ihrer Minderjährigkeit oder geistiger Beeinträchtigung eine Gefahr für Leib und Leben befürchtete. Eine Frau aus Bangladesh lebe inzwischen in Bonn in einer Erstaufnahmeeinrichtung und habe einen Antrag auf Asyl gestellt. Zwei Libyer hätten ebenfalls Anträge gestellt, diese aber später zurückgezogen und seien in ihre Heimat zurückgekehrt. Ein junger Mann aus der Elfenbeinküste gelte immer noch als vermisst. Ein geistig beeinträchtigter Läufer und Medaillengewinner aus Guinea fehle ebenso wie sein Trainer, aus der pakistanischen und der burundischen Gruppe seien zwei Trainer verschwunden. Es geschehe immer wieder, dass von internationalen Sportveranstaltungen vor allem Teilnehmer aus afrikanischen Ländern nicht zurückkehrten; man spricht hier von Overstayern. Doch bereits Mitte des 20. Jahrhunderts, im Kalten Krieg, nutzen Menschen Ereignisse wie die Olympischen Sommerspiele in München 1972: hundert Athleten kehrten von dort nicht in ihre Heimatländer zurück.

## Teilnehmende Nationen
An den Spielen beteiligten sich folgende Delegationen:
- Ägypten
- Äthiopien
- Albanien
- Algerien
- Andorra
- Antigua und Barbuda
- Argentinien
- Armenien
- Aruba
- Aserbaidschan
- Australien
- Bahamas
- Bahrain
- Bangladesch
- Barbados
- Belgien
- Belize
- Benin
- Bermuda
- Bhutan
- Bolivien
- Bonaire
- Bosnien und Herzegowina
- Botswana
- Brasilien
- Bulgarien
- Burkina Faso
- Burundi
- Cayman Islands
- Chile
- Volksrepublik China
- Costa Rica
- Curaçao
- Dänemark
- Deutschland
- Dominica
- Dominikanische Republik
- Ecuador
- Elfenbeinküste
- El Salvador
- Estland
- Eswatini
- Färöer
- Fidschi
- Finnland
- Frankreich
- Gambia
- Georgien
- Ghana
- Gibraltar
- Griechenland
- Guadeloupe
- Guatemala
- Guinea
- Guinea-Bissau
- Guyana
- Haiti
- Honduras
- Hongkong
- Indien
- Indonesien
- Irak
- Iran
- Irland
- Island
- Isle of Man
- Israel
- Italien
- Jamaika
- Japan
- Jordanien
- Kambodscha
- Kamerun
- Kanada
- Kap Verde
- Kasachstan
- Katar
- Kenia
- Kirgisistan
- Kolumbien
- Demokratische Republik Kongo
- Republik Kongo
- Kosovo
- Kroatien
- Kuba
- Kuwait
- Laos
- Lesotho
- Lettland
- Libanon
- Libyen
- Liechtenstein
- Litauen
- Luxemburg
- Macau
- Madagaskar
- Malawi
- Malaysia
- Malediven
- Mali
- Malta
- Marokko
- Marshallinseln
- Mauretanien
- Mauritius
- Mexiko
- Moldau
- Monaco
- Mongolei
- Montenegro
- Mosambik
- Namibia
- Nauru
- Neuseeland
- Nicaragua
- Niederlande
- Nigeria
- Nordmazedonien
- Norwegen
- Oman
- Österreich
- Osttimor
- Pakistan
- Palästina
- Palau
- Panama
- Papua-Neuguinea
- Paraguay
- Peru
- Philippinen
- Polen
- Portugal
- Puerto Rico
- Ruanda
- Rumänien
- St. Kitts und Nevis
- St. Lucia
- St. Vincent und die Grenadinen
- Sambia
- Samoa
- San Marino
- Saudi-Arabien
- Schweden
- Schweiz
- Senegal
- Serbien
- Seychellen
- Simbabwe
- Singapur
- Sint Maarten
- Slowakei
- Slowenien
- Spanien
- Somalia
- Sudan
- Südafrika
- Südkorea
- Südsudan
- Suriname
- Syrien
- Tadschikistan
- Taiwan
- Tansania
- Thailand
- Togo
- Trinidad und Tobago
- Tschechien
- Tunesien
- Türkei
- Turkmenistan
- Uganda
- Ukraine
- Ungarn
- Uruguay
- Usbekistan
- Venezuela
- Vereinigte Arabische Emirate
- Vereinigte Staaten
- Vereinigtes Königreich
- Vietnam
- Zypern